# Народна єдність
Народна єдність (ісп. Unidad Popular; UP) - коаліція  лівих і  лівоцентристських політичних партій і організацій в Чилі, які підтримували кандидатуру  Сальвадора Альєнде на виборах  президента Чилі у 1970 р..

## Створення блоку
Сформована в грудні 1969 року «Народна єдність» включала в себе Фронт народної дії (ісп. Frente de Acción Popular; FRAP), основою якого був союз  Соціалістичної партії і  Комуністичної партії, до якого приєдналися  Радикальна партія,  Соціал-демократична партія, фракція Рух єдиної народної дії  (ісп. Movimiento de Acción Popular Unitario; MAPU), яка відкололася від християнських демократів,  і Незалежна народна дія (ісп. Acción Popular Independiente; API), а з 1971 року - також і «Ліві християни». За підсумками виборів 2 березня 1969 року в парламенті були представлені комуністи, які отримали 16,6% голосів в нижню палату, радикали (13,6% голосів) і соціалісти (12,8% голосів). Однак в травні 1969 з Радикальної партії вийшло праве крило. Решта угруповання не мали депутатів в жодній палаті парламенту. З великих партій найлівішою була Соцпартія, а щонайправішою - Радикальна партія.
Угода, укладена між вищеназваними організаціями, передбачала спільну боротьбу за завоювання влади мирним шляхом, після перемоги на виборах, з метою ліквідації панування іноземного імперіалізму, місцевих монополій, поміщицької олігархії і переходу в подальшому до будівництва соціалізму.

## Президентські вибори 1970 року
Кандидатом в президенти від Народної єдності був висунутий Сальвадор Альєнде. Кандидатура Альєнде не була безперечною, він мав репутацію занадто м'якого і схильного до реформізму, а не до революції. Власні президентські амбіції мав Анісето Родрігес, який займав пост генерального секретаря Соцпартії в 1967-1971 роках. Офіційно було оголошено, що ЦК Соцпартії висунув Альєнде одноголосно, але в дійсності за нього проголосували 12 членів ЦК, а 13 прихильників А.Родрігеса і  К. Альтамірано, обраного генеральним секретарем в 1971 році, утрималися. Ключовим фактором стала підтримка комуністів, які після своєї легалізації в 1960-і роки отримували більше голосів, ніж соціалісти, і мали великий вплив в профспілках, але їх власний кандидат явно був непрохідним .
На  президентських виборах в вересні 1970 року С. Альєнде посів перше місце з 36,6% голосів, випередивши на 1,3% кандидата Національної партії  Хорхе Алессандри. За чилійською Конституцією президента з двох кандидатур, які набрали найбільшу кількість голосів, повинен був 24 жовтня 1970 року обрати  Конгрес. У Конгресі у «Народної єдності» було тільки 80 місць з 200, права Національна партія мала 45 місць, центристська  Християнсько-демократична партія - 75. Таким чином, доля майбутнього президента перебувала в руках християнських демократів. 23 вересня 1970 року керівництво ХДП передало С. Альєнде документ «Позиція Християнсько-демократичної партії в зв'язку з пленарним засіданням Конгресу». У документі від Альєнде вимагали юридично обов'язкових гарантій збереження свободи слова, невтручання в систему військових призначень, відмови від створення паралельних армії військових формувань типу робочої міліції, збереження неполітичного характеру шкіл і університетів, обіцянки не вводити цензуру і не націоналізувати засоби масової інформації. В обмін на такого роду гарантії фракція ХДП в Конгресі була готова підтримати Альєнде на виборах 24 жовтня. Альєнде дав такі гарантії, підписавши Статут про конституційні гарантії, і 24 жовтня був обраний Конгресом президентом, отримавши голоси депутатів фракції ХДП. У листопаді 1970 він сформував уряд за участю представників всіх партій, що входили до блоку «Народна єдність».

## Два полюси всередині блоку
Всередині коаліції склалися два незмиримі угрупування. З одного боку, Комуністична і Радикальна партії і партія «Робітничо-селянський MAPU» (відкололася в 1972 році від  MAPU), декларували необхідність поступового здійснення соціально-економічних реформ в міру зростання їх народної підтримки. Ці партії виступали за переговори з ХДП і не відкидали можливості втрати влади на наступних виборах. 
З іншого боку, соціалісти,  MAPU, Ліві християни, а також ряд ультралівих організацій, в т.ч. Лівий революційний рух (MIR, ісп. Movimiento de Izquierda Revolucionaria), формально не входила в коаліцію, стали «революційним полюсом». Вони критикували «реформізм» комуністів, ні за яких умов не хотіли відмовитися від вже завойованої влади, вважали неминучим перехід до насильницьких революційних дій, тому намагалися форсувати перетворення, створювали воєнізовані формування своїх партій, сподіваючись на розкол в армії і підтримку нею революції. 
Президент С. Альєнде був змушений лавірувати між цими двома полюсами: політичні погляди зближували його з помірним полюсом, але партійне членство накладало обов'язки по відношенню до соціалістів .

## Парламентські вибори 1973 року
На парламентських виборах в березні 1973 року, що проходили в умовах запеклої протистояння лівого уряду і опозиції, блок «Народна єдність» отримав 44,23% голосів при голосуванні за кандидатів у  Палату депутатів і 42,75% за кандидатів в Сенат. Перемогу здобула опозиційна «Конфедерація за демократію», до якої увійшли ХДП,  Національна партія і ряд інших партій - 55,49% голосів в Палату депутатів і 57,25% в Сенат.